# Copa Davis de 2011 - Zona da Ásia e da Oceania
A Zona da Ásia/Oceania é uma das 3 zonas regionais da Copa Davis.